# Porta da Cidadela
Porta da Cidadela com a Praça Independência ao fundo
A Porta da Cidadela é um marco turístico de Montevidéu, construída durante o século XVIII para permitir o acesso à Cidadela de Montevidéu, uma grande fortaleza militar construída pelos espanhóis para a defesa terrestre da cidade murada.

## História

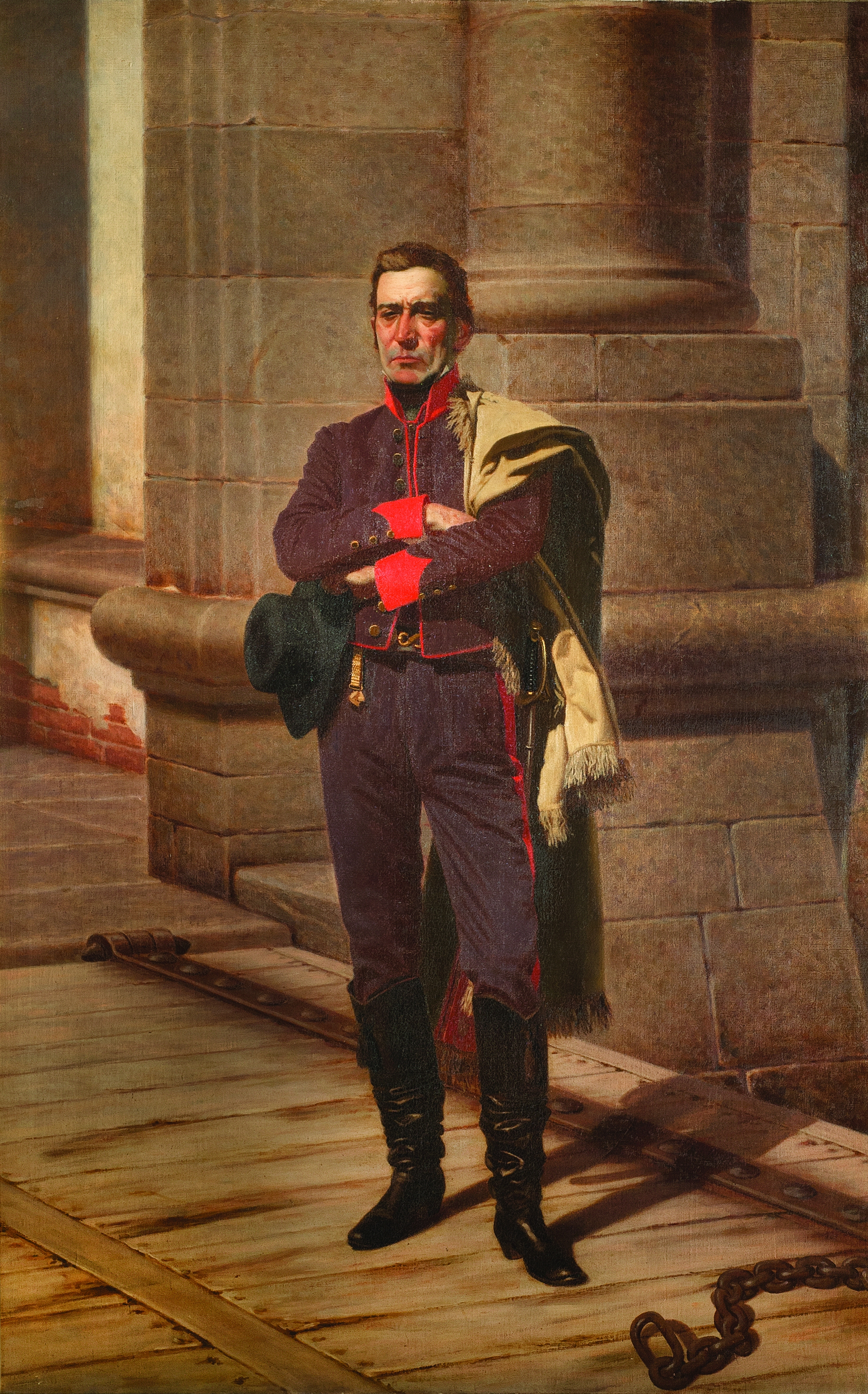
José Artigas na porta da Cidadela

Em 1877, devido ao crescimento demográfico de Montevidéu, as muralhas que cercavam a cidade foram demolidas, incluindo a Cidadela. A Porta foi movida para o edifício da Escola de Artes e Oficios em 1879. Em 1959 foi reconstruída em seu lugar original. Foi restaurada em 2009.
Atualmente é um dos monumentos mais reconhecidos de Montevidéu, sendo um dos principais símbolos da cidade e um importante ponto turístico.
Encontra-se no canto oeste da Praça Independência, marcando a entrada da Cidade Velha.